# Locris combinata
Locris combinata är en insektsart som beskrevs av Victor Lallemand 1929. Locris combinata ingår i släktet Locris och familjen spottstritar. Inga underarter finns listade i Catalogue of Life.